# 5540 Smirnova
5540 Smirnova este un asteroid din centura principală, descoperit la 30 august 1971, de astronoma Tamara Smirnova, la Observatorul Astrofizic din Crimeea.

## Caracteristici
Asteroidul prezintă o orbită caracterizată de o semiaxă majoră egală cu 2,5964431 UA și de o excentricitate de 0,3092501, înclinată cu 4,56003°, în raport cu ecliptica.